# Товаровский, Михаил Давидович
Михаи́л (Моисе́й) Дави́дович Товаро́вский (25 октября [7 ноября] 1903, Орловец, Городищенский район — 6 января 1969, Москва) — советский футболист и тренер. Заслуженный мастер спорта СССР (1947), кавалер ордена Трудового Красного Знамени (1961). Один из основателей научной школы в советском футболе.

## Биография
Родился в местечке Орловец Киевской губернии (ныне — Городищенский район Черкасской области Украины).
Начал играть в Киеве в 1918 году в команде КЛС, за которую выступал до 1921 года. Затем играл в киевских командах «Желдор» — 1922—1926 годы, 1929 (с августа), «Совторгслужащие» — 1927—1928 (по сентябрь) годы, «Динамо» — 1928 (с октября)-1929 (по июль) годы. В 1921—1927 годах выступал в сборной Киева.
Известен по тренерской работе в киевском и московском «Динамо». Почти одновременно с Борисом Аркадьевым одним из первых в СССР теоретически разработал тактическую схему так называемого «тотального» футбола.
В 1925 году окончил Киевский медицинский институт.
В 1935 году (с июля) работал тренером команды Киевского военного округа. В 1935 (с сентября) — 1937 годах был тренером «Динамо» (Киев) и одновременно тренером сборной Киева. Под его руководством динамовцы Киева в весеннем чемпионате 1936 года стали вторыми призерами, а в 1937 году — третьими призерами чемпионатов СССР по футболу.
В 1938 году работал тренером «Динамо» (Москва). По итогам сезона команда заняла только пятое место, чтобы признано неудачным выступлением и привело к отставке Товаровского.
С 1939 года и до конца жизни — на преподавательской работе в ГЦОЛИФКе, где уже работал с 1933 года. Организатор и преподаватель школы тренеров по футболу при ГЦОЛИФКе в 1939—1941 годах.
В 1945—1949 годах одновременно был государственным тренером отдела футбола Всесоюзного комитета по делам физкультуры и спорта.
В 1950-е годы был заместителем председателя тренерского совета Секции футбола СССР, членом редколлегии журнала «Спортивные игры» — 1955—1960.
С 1962 года — заведующий созданной им кафедры футбола и хоккея ГЦОЛИФК.
Умер в Москве 6 января 1969 года от рака крови. Похоронен на Новом Донском кладбище.
Награжден орденом Трудового Красного Знамени (15.09.1961, за большие заслуги в подготовке специалистов и развитии науки), медалью «За трудовую доблесть» (17.11.1949).